# Produto interno
Em matemática, chamamos de produto interno uma função de dois vetores que satisfaz determinados axiomas. O produto escalar, comumente usado na geometria euclidiana, é um caso especial de produto interno.
Em física, em particular em aplicações da teoria da Relatividade, o produto interno tem propriedades um pouco diferentes.

## Definições
Seja {\displaystyle V} um espaço vetorial sobre um corpo {\displaystyle \mathbb {K} ,} um subcorpo de {\displaystyle \mathbb {C} } (veja números complexos). Para todos os vetores {\displaystyle u,v,w\in V} e todos os escalares {\displaystyle \lambda \in \mathbb {K} ,} uma função binária
{\displaystyle \langle \cdot ,\cdot \rangle :V\times V\rightarrow \mathbb {K} }
com as seguintes propriedades:
- Simetria hermitiana: {\displaystyle \langle u,v\rangle ={\overline {\langle v,u\rangle }}} sendo que {\displaystyle {\overline {z}}} representa o conjugado complexo de {\displaystyle z\in \mathbb {C} .}
- Distributividade (ou linearidade): {\displaystyle \langle u+v,w\rangle =\langle u,w\rangle +\langle v,w\rangle }
- Homogeneidade (ou associatividade): {\displaystyle \langle \lambda u,v\rangle =\lambda \langle u,v\rangle }
- Positividade: {\displaystyle {\begin{aligned}&\langle v,v\rangle \geq 0;&\\&\langle v,v\rangle =0\Leftrightarrow {\overrightarrow {v}}={\overrightarrow {0}}&\end{aligned}}}

é chamada um produto interno.

A partir desses axiomas, é possível provar as seguintes consequências:
{\displaystyle \langle u,v+w\rangle =\langle u,v\rangle +\langle u,w\rangle } para todos {\displaystyle u,v,w\in V}
{\displaystyle \langle u,\lambda v\rangle ={\overline {\lambda }}\langle u,v\rangle } para todos {\displaystyle u,v,w\in V} e {\displaystyle \lambda \in \mathbb {K} }

## Exemplos
Um espaço vetorial de dimensão finita no qual está definido um produto interno é um espaço vetorial euclidiano. O produto escalar sobre o espaço vetorial {\displaystyle \mathbb {R} ^{3}} dado por
{\displaystyle \langle (x_{1},y_{1},z_{1}),(x_{2},y_{2},z_{2})\rangle :=x_{1}x_{2}+y_{1}y_{2}+z_{1}z_{2}}
é um produto interno.
Esta definição de produto escalar pode ser referida como produto interno usual. Podemos ter uma outra definição tal qual se tenha um produto diferente do citado acima, desde que se respeitem os axiomas de produto interno.
Ainda no {\displaystyle \mathbb {R} ^{3},} podemos escrever o produto interno numa forma matricial:
{\displaystyle \langle (x_{1},y_{1},z_{1}),(x_{2},y_{2},z_{2})\rangle =x_{1}x_{2}+y_{1}y_{2}+z_{1}z_{2}={\begin{bmatrix}x_{1}&y_{1}&z_{1}\end{bmatrix}}A{\begin{bmatrix}x_{2}\\y_{2}\\z_{2}\end{bmatrix}}}
onde
{\displaystyle A={\begin{bmatrix}1&0&0\\0&1&0\\0&0&1\end{bmatrix}}}
De fato, podemos definir, para qualquer matriz {\displaystyle A} de ordem 3x3, a seguinte função
{\displaystyle \langle \cdot ,\cdot \rangle :\mathbb {R} ^{3}\times \mathbb {R} ^{3}\to \mathbb {R} }
por
{\displaystyle \langle (x_{1},y_{1},z_{1}),(x_{2},y_{2},z_{2})\rangle ={\begin{bmatrix}x_{1}&y_{1}&z_{1}\end{bmatrix}}A{\begin{bmatrix}x_{2}\\y_{2}\\z_{2}\end{bmatrix}},}
e temos, assim, que {\displaystyle \langle \cdot ,\cdot \rangle } é um produto interno se:
1. A Matriz A é positiva definida, ou seja, possui apenas autovalores positivos.
2. A Matriz A é simétrica.

Em alguns casos pode ser mais prático para provar se determinada operação é, ou não, produto interno.
Obs: no caso complexo, essas condições não são válidas. Uma condição necessária é que a matriz seja auto-adjunta, ou seja, ela deve ser igual à transposta da sua conjugada.
No espaço {\displaystyle \mathbb {R} ^{2},} a função que associa a cada par de vetores u = {\displaystyle (x_{1},y_{1})} e v = {\displaystyle (x_{2},y_{2})} o número real:
{\displaystyle \langle u,v\rangle =3x_{1}x_{2}+4y_{1}y_{2}}
é um produto interno.
De fato:
{\displaystyle \langle u,v\rangle =3x_{1}x_{2}+4y_{1}y_{2}={\begin{bmatrix}x_{1}&y_{1}\end{bmatrix}}{\begin{bmatrix}3&0\\0&4\end{bmatrix}}{\begin{bmatrix}x_{2}\\y_{2}\end{bmatrix}}}
Onde A tem o termo {\displaystyle a_{11}=3>0,} o determinante é igual a 12 e a matriz é simétrica.
Se formos demonstrar, para todos os axiomas, teremos que este é um produto interno.
Se {\displaystyle V} for o espaço das funções contínuas complexas com domínio {\displaystyle [0,1],} a função
{\displaystyle \langle \cdot ,\cdot \rangle :V\times V\to \mathbb {C} }
dada por
{\displaystyle \langle f,g\rangle =\int _{0}^{1}f(x){\overline {g(x)}}\,dx,{\text{ para }}f,g\in V,}
é um produto interno.

## Propriedades

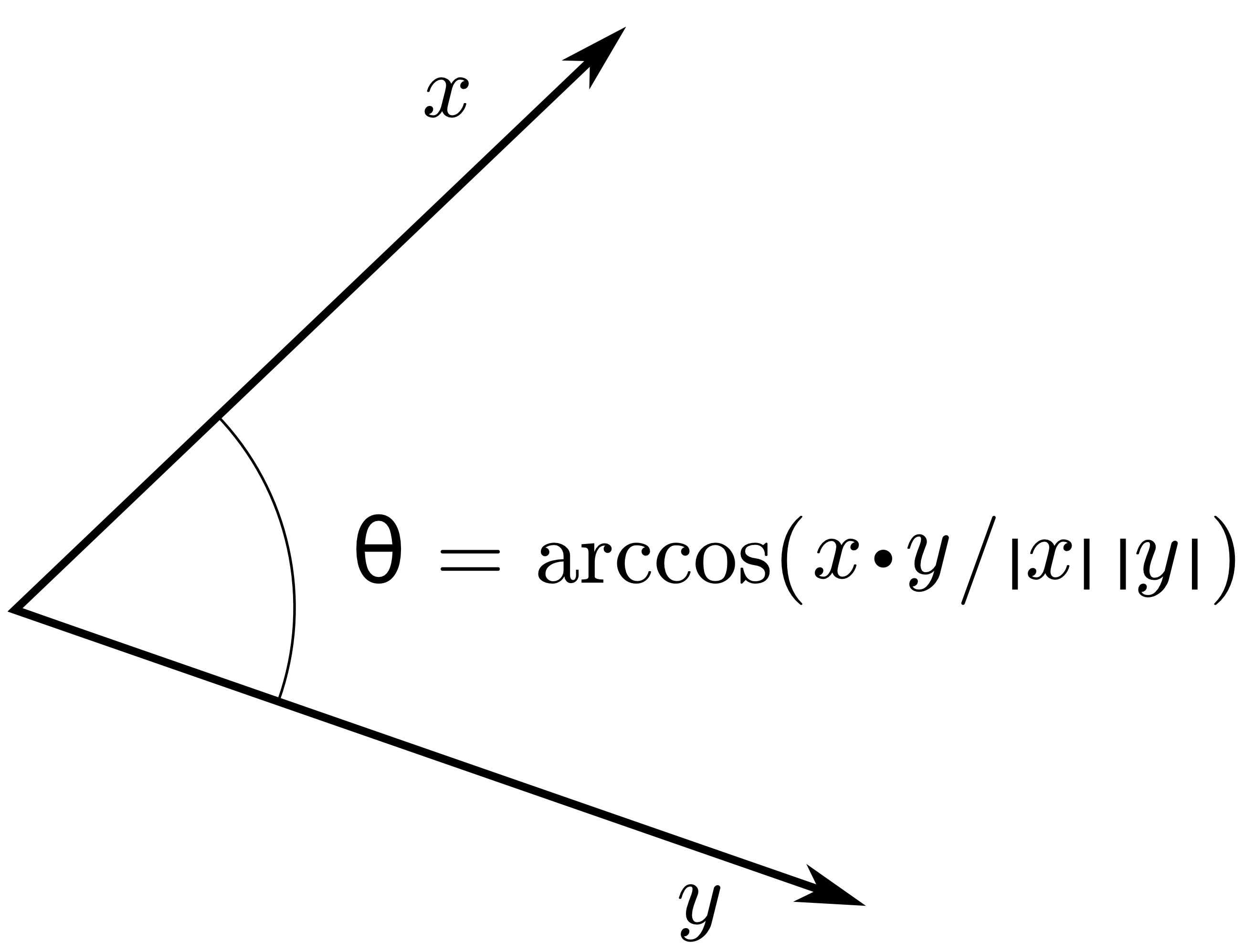
O ângulo entre dois vectores definido a partir do produto interno.

Num espaço vetorial com produto interno, é possível definir os conceitos de ortogonalidade, norma, distância e ângulo entre vetores.
Seja {\displaystyle V} um espaço vetorial real ou complexo com produto interno.
Norma
Podemos definir uma norma {\displaystyle \left\|\cdot \right\|} em {\displaystyle V} por
{\displaystyle \left\|v\right\|:={\sqrt {\langle v,v\rangle }}}
Se {\displaystyle V} com a métrica induzida pela norma acima for um espaço métrico completo, dizemos que {\displaystyle V} é um espaço de Hilbert.

### Ângulo e ortogonalidade
Dizemos que dois vetores {\displaystyle u} e {\displaystyle v} de {\displaystyle V} são ortogonais se, e somente se, {\displaystyle \langle u,v\rangle =0.}
Se {\displaystyle V} for um espaço vetorial real, da desigualdade de Cauchy-Schwarz temos, para dois vetores {\displaystyle u} e {\displaystyle v} de {\displaystyle V,} que
{\displaystyle -1\leq {\frac {\langle u,v\rangle }{\|u\|.\|v\|}}\leq 1.}
Podemos, então, definir o ângulo θ entre esses dois vetores por:
{\displaystyle \theta =\mathrm {arccos} \,\left({\frac {\langle u,v\rangle }{\|u\|.\|v\|}}\right),}
ou simplesmente
{\displaystyle \mathrm {cos} \theta ={\frac {\langle u,v\rangle }{\|u\|.\|v\|}}.}